# Phallales
Phallales é uma ordem de fungos da subclasse Phallomycetidae. Esta ordem contém três famílias: Claustulaceae, Gomphaceae e Phallaceae, as quais, segundo uma estimativa de 2008, contêm um total de 26 géneros e 88 espécies.